# Бастьен, Луи (спортсмен)
Луи Бастьен (фр. Louis Bastien; 26 октября 1881 — 13 августа 1963) — французский велогонщик и фехтовальщик, чемпион летних Олимпийских игр 1900.
На Играх Бастьен соревновался только в гонке на 25 км. С результатом 25:36,2 он её выиграл, получив золотую медаль.
Также он участвовал в турнире шпажистов-любителей, но остановился на первом раунде.